# Egypten
Egypten eller Ægypten (arabisk: مصر, tr. Miṣr; arabisk egyptisk: مَصر, tr. Máṣr), officielt Den Arabiske Republik Egypten (arabisk: جمهوريّة مصرالعربيّة, tr. Ǧumhūriyyat Miṣr al-ʿArabiyyah), er et transkontinentalt land, som spænder over det nordøstlige hjørne af Afrika og det sydvestlige hjørne af Asien via en landtange dannet af Sinai-halvøen. Det meste af landets areal (1,010,408 km2) ligger i Nordafrika og deler landegrænser med Libyen mod vest, Sudan mod syd, og Gaza-striben og Israel mod nordøst. Den nordlige kyst grænser til Middelhavet, og den østlige kyst til Aqababugten og Rødehavet. Landet deler maritime grænser med Jordan på den anden side af Aqababugten, Saudi-Arabien på den anden side af Rødehavet, og Grækenland, Tyrkiet og Cypern på den anden side af Middelhavet.
Egypten er et af verdens ældste lande og dets historie strækker sig tilbage til 6.-4. årtusinde f.Kr. Det regnes for en af civilisationens vugger, da oldtidens egyptere som nogle af de første mennesker i verden udviklede skriftsprog, landbrug, bykultur, organiseret religion og centraladministration. Monumentale bygningsværker såsom pyramiderne i Giza, Sfinksen, Memphis, Theben, Karnak og Kongernes Dal vidner om denne tidlige civilisation. Egyptens lange og rige kulturarv er en integreret del af den nationale identitet, der har overlevet og assimileret adskillige udefrakommende påvirkninger, bl.a. fra grækerne, perserne, romerne, araberne, osmannerne og nubierne. Landet var fra omkring d. 1. århundrede et tidligt og vigtigt centrum for kristendommen, men blev islamiseret i 600-tallet og er fortsat et overvejende muslimsk land, omend der findes et betydeligt kristent mindretal.
Fra den muslimske erobring i 600-tallet til 1500-tallet var Egypten underlagt forskellige muslimske kalifater og fra 1500-tallet til 1882/1914, det Osmannerriget og fra 1882/1914 til 1922 Det Britiske Imperium. Den moderne stat Egypten blev grundlagt i 1922, da den opnåede formel uafhængighed fra Storbritannien. Britisk militær var dog fortsat tilstede i landet, og mange egyptere mente, at det egyptiske monarki var udtryk for britisk kolonialisme. Efter revolutionen i 1952, smed Egypten de britiske soldater og bureaukrater ud af landet, nationaliserede Suezkanalen, eksilerede kong Farouk 1. og hans familie, og erklærede sig for en republik. I 1958 oprettede Egypten sammen med Syrien Den Forenede Arabiske Republik, der dog blev opløst allerede i 1961. Anden halvdel af 1900-tallet var præget af sociale og religiøse stridigheder, politisk ustabilitet og væbnede konflikter med Israel i 1948, 1956, 1967 og 1973. I perioden 1948-1967 var Gazastriben underlagt egyptisk kontrol, men med Camp David-aftalen anerkendte Egypten i 1978 Israels uafhængighed. Landet er fortsat præget af politiske uroligheder, såsom 2011-revolutionen og dens efterspil, terrorisme og økonomisk stilstand. Egypten er i dag en præsidentiel republik under præsident Abdel Fattah al-Sisi, som af flere internationale observatører beskrives som autoritær.
Egyptens officielle religion er islam og dets officielle sprog er arabisk. Egypten er et af de tættest befolkede områder i Afrika og er med sine 99 millioner indbyggere (2019) det folkerigeste land i Nordafrika, Mellemøsten og den arabiske verden. Det er desuden det 13. folkerigeste land i verden. Hovedparten af dets indbyggere bor ved Nilens bredder, hvor den eneste opdyrkelige jord findes, – på ca. 40.000 km2. De store områder i Sahara-ørkenen, der udgør hovedparten af Egyptens areal, er tyndt befolket. Omkring halvdelen af Egyptens indbyggere bor i bymæssig bebyggelse med de fleste i de tætbefolkede Kairo, Alexandria og andre større byer i Nildeltaet.
Egypten regnes for en regionalmagt i Nordafrika, Mellemøsten og den muslimske verden. Internationalt anses det for en mellemmagt. Egyptens økonomi er en af Mellemøstens største og er blevet spået til at blive en af verdens største. I 2016 overtog Egypten Sydafrikas rolle som Afrikas næststørste økonomi. Egypten er medlem af FN, NAM, Den Arabiske Liga og OIC.

## Landets navn
På fransk hedder det Egypte, af græsk Aigyptos (der betød både "Nilen" og "Egypten"), fra gammelegyptisk Ha(t)-ka-ptah (= "Tempel for Ptahs ka", skaberguden Ptah, som blev associeret med oldtidsbyen Memphis). Egentlig var Ha-ka-ptah et navn for Memphis, men grækerne opfattede det som navn for hele landet. Egypterne selv kaldte landet Kemet (= Det Sorte land), hvilket refererede til den frugtbare jord i deltaet. På arabisk er navnet Misr, af Mizraim, en søn af den bibelske Ham, Noas søn.

## Geografi
Egypten ligger i den nordøstlige del af Afrika med grænser mod øst til Gazastriben og Israel, mod nord til Middelhavet, mod vest til Libyen, mod syd til Sudan. Landets areal er godt 1 mio km². Klimaet giver yderst varme og tørre somre og meget milde vintre. Landets højeste punkt, Katharinabjerget (eller Sinaibjerget) 2.642 meter over havet, ligger i den sydlige del af Sinaiørkenen. Egypten har kontrollen over den næsten 200 km lange Suezkanal, den korteste søvej mellem Det Indiske Ocean og Middelhavet.
Landet består af fire større geografiske regioner, Nildalen og deltaet, Den arabiske ørken, Den libyske ørken og Sinaiørkenen. Nildalen er godt 1.530 km lang. I den sydlige del er dalen sjældent mere end tre km bred, nord for Edfu typisk 8–16 km. Fra Kairo og nordpå breder dalen sig ud i det frugtbare delta. Den arabiske ørken er en udvidelse af Sahara. Den indeholder kun få oaser og er stort set ubeboet. Den nubiske ørken er en højslette, som fortsætter ind i Sudan. Sinai-halvøen er også en ørken.

### Vigtige byer
Abydos, Alexandria, Aswan, Asyut, Al-Mahalla al-Kubra, Gizeh, Hurghada, Luxor, Kairo, Kom Ombo, Port Safaga, Port Saïd, Sharm el-Sheikh, Shubra el-Khema, Suez, Zagazig.

### Klima
Hovedparten (mere end 90 %) af Egyptens areal er et sterilt ørkenplateau. Landets livsnerve er den frugtbare Nildal, jordens største flodoase, som strækker sig fra Sudan i syd ca. 1.500 km nordpå til Middelhavet. Nildalen er et smalt, grønt bælte (ca. 5–15 km bred), som nær havet breder sig til et stort delta. Landet omkring flodens øvre løb i syd kaldes fra gammel tid Øvre Egypten og deltalandet Nedre Egypten. Syd for Kairo breder ørkner sig på begge sider af Nilen. Den libyske ørken i vest gennemskæres af dybe lavninger (blandt andre Qattaralavningen, 134 m under havet) med oaser og afløbsløse saltsøer. Den arabiske ørken øst for Nilen er en klippeørken med udtørrede floddale (wadier) og høje randbjerge langs kysten mod Det Røde Hav. Højest når massivet på Sinaihalvøen (omtrent 2.600 m.o.h.). Store dele af landet har ekstremt tørt ørkenklima med hede, tørre somre og milde vintre. Kystlandet i nord har middelhavsklima.
Der forekommer regelbundne tørkeperioder. Jordskælv er sjældne men forekommer, i moderne tid var jordskælvet i Kairo 1992 det mest bemærkede, landet rammes også af oversvømmelser og jordskred. Sandstorme er almindelige, især om foråret med en hed sandstorm, som kaldes khamsin.

### Miljø
Egypten har mange miljøproblemer. Landbrugsjord forsvinder dels på grund af sand, som blæser ind fra Sahara, dels på grund af, at byerne breder sig. Neden for Aswandæmningen vokser jordens saltindhold markant. Den eneste permanente ferskvandskilde er Nilen, så i resten af landet er adgangen til vand meget begrænset. Olieforurening og anden vandforurening truer koralrevene, strandene og det marine dyreliv. Egypten har underskrevet men ikke ratificeret Kyotoprotokollen om klimaforandringer. I 2005 produceredes næsten 75 % af elektriciteten fra naturgas, 14 % fra olie og de resterende 11 % fra vandkraft.

## Demografi
Uddybende artikel: Egyptens demografi
Omkring 95% af indbyggerne lever i den smalle Nildal og i floddeltaet (et af jordens tættest befolkede områder, ca. 1.000 indbyggere pr km2. Den yderst hurtige befolkningstilvækst (omtrent en fordobling på en generation) har skabt alvorlige økonomiske og sociale problemer. I voksende antal flytter landdistriktsbefolkningen til storbyerne, som vokser uhæmmet. Mange egyptere er blevet gæstearbejdere i andre arabiske lande. Størstedelen af befolkningen udgøres af arabere. De dominerer i det nordlige Egypten, som i alle tider haft kontakt med Middelhavsverdenen og Mellemøsten; i syd har indbyggerne tydeligere træk af de oldtidige egyptere. Her lever også nubier (et sudanfolk), og i oaserne findes berberfolk. Minoriteter som har spillet en vigtig rolle i antikken og middelalderen er grækere og jøder. Efter arabernes erobring af Egypten i 600-tallet blev arabisk efterhånden hovedsprog, og islam vandt frem. I dag bekender ca. 90 % af indbyggerne sig til islam (flertallet er sunnimuslimer). Det arabiserede Egypten blev et islamisk kulturcentrum (Kairo) med betydelig litteratur og kunst. Efter en nedgang under den tyrkiske tid skete en kulturel renæssance fra 1800-tallets slutning, og i det 20. århundrede er egyptisk litteratur blevet kendt også uden for den arabiske verden. Forud for arabernes ankomst talte egypterne koptisk, som byggede på oldegyptisk (det blev senere alene et kirkesprog). Kopterne kristnedes i 100-tallet e.Kr. og deres kirke fik en meget selvstændig stilling. Alexandria var en tid kristenhedens centrum. I nutiden udgør kopterne ca. 7 % (af landets 10 % kristne) og bor fortrinsvis i Øvre Egypten i syd. Landet har satset store ressourcer på skoler og højere uddannelse, men systemet svigter under trykket af befolkningseksplosionen.
Egyptens befolkning skønnes til cirka 80 millioner mennesker i 2010. Årlig befolkningstilvækst i 2010 var 2 %, fødselsraten er mindsket med tiden og beregnes til 2,5 % (2010, et fald fra 2,7 % år i 2002 og fra 4 % år i 1970). Dødeligheden for 2010 beregnedes til 0,5 % (mod 0,6 % i 2002 og 1,7 % i 1970). Gennemsnitslevetiden for kvinder er beregnet til 75,1 år og for mænd 69,8 år. En tredjedel af befolkningen er under 15 år og kun 4,3 % er 65 år og ældre. En forbedring af sundheds- og sygeplejen for børn og mødre har haft høj prioritet, og børnedødeligheden er faldet markant under senere år, fra 71 per 1.000 levendefødte år 1997 og 35 per 1.000 levendefødte i 2002 til 26 per 1.000 levendefødte i 2010.
I 1940-erne var ca. 80 % af den egyptiske befolkning analfabeter. Efter indførelse af tvungen skolegang er andelen faldet til under 50 %. Undervisning er gratis, også på universitetsniveau. Børn mellem 6 og 14 skal have 5+3 års skolegang i underskolen og den videregående skole. "al-Azhar" i Kairo, verdens ældste universitet, grundlagt i 970, varetager islamisk uddannelse. "Ain Shams Universitet" (1950) og "Cairo Universitet" (1908) er Egyptens største. For tiden 2005-2008 var 34 % af befolkningen analfabeter.) Denne andel er siden officielt faldet til 28,6 %
Arbejdsløshed: i 2010 beregnedes 9,7 % at være arbejdsløse (mod 9,4 % i 2009)

### Bosætning
Den gennemsnitlige befolkningstæthed er cirka 80 indbyggere per km2. Efter som det meste af landet består af ubeboelige ørkenområder, er befolkningstætheden på mange steder over 1.550 per km2. Nildalen og Nildeltaet hører til verdens mest tætbefolkede områder. Cirka to tredjedele af befolkningen er bosat i deltaet (inklusive Kairo), hvor befolkningstætheden er meget høj. Ørkenområderne og Sinaihalvøen, som tilsammen udgør 96 % af Egyptens samlede areal, har til sammenligning kun 1 % af befolkningen. Fellaherne, de fattige bønder, som traditionelt har udgjort en majoritet af folket, lever fortrinsvist i små lerhuse, som er grupperede i koncentrerede byer. Med håb om et bedre liv emigrerede mange af fellaherne til nabolandene, især Libyen, og tog andet arbejde.
Den urbane befolkning vokser hurtigt, og cirka 43 % af egypterne bor nu i byer. I særdeleshed tiltrækker byerne i deltaet indvandrere fra de fattige, overbefolkede landdistrikter i øvre Egypten. Hovedstaden Kairo, med cirka 7,1 millioner indbyggere i selve byen (2010), og skønsvis yderligere 10 millioner i storstadsområdet (som inkluderer Giza, med cirka 2,9 millioner indbyggere 2006, og Shubra al-Khayma, med cirka 1 million indbyggere), er en af verdens største byer og Afrikas folkerigeste storstadsområde. En anden storstad er Alexandria med cirka 4,4 millioner indbyggere (2010). I de senere år er et antal nye byer blevet oprettet i ørkenen i et forsøg på at aflaste de store byer i nedre Nildalen, især Kairo og Alexandria. Disse byer planlægges at skulle rumme i alt 6,4 millioner indbyggere.

### Etniske forhold
Befolkningen er etnisk set en relativt homogen gruppe, og er resultatet af en blanding af hamitiske og semitiske folk. Trods indvandring fra Mellemøsten og Middelhavsregionen, har befolkningen, især i Øvre Egypten (sydlige Egypten), bevaret stærke fysiske ligheder med de gamle egyptere.
De fleste egyptere nedstammer fra de forskellige arabiske indvandrere, der fulgte efter den muslimske erobring i det 7. århundrede, blandet med den oprindelige befolkning. Knapt halvdelen af befolkningen på 70 millioner (2002) er bønder – fellah på arabisk. De egyptiske koptere, et kristent mindretal, udgør ca. 6 %. Kopterne er den mindst "blandede" befolkningsgruppe. Nubierne syd for Aswan har antaget den arabiske religion og kultur, men de ældre taler stadig nubisk indbyrdes. Nomaderne i ørkenområderne er typisk af arabisk afstamning. Der findes endvidere et lille berbisk mindretal i de vestlige oaser.

### Sprog
Det officielle sprog er arabisk. Næsten hele befolkningen taler dialekter af det egyptisk-arabiske talesprog. Kairo-dialekten udgør en slags national talesprogsstandard og er også den talesprogsvariant, som er mest kendt i den arabisk talende verden. Et karakteristisk træk er sprogets udtale af /dj/ (blød j-lyd) i standardarabisk som /g/ (hård g-lyd).
Visse oasebyer i de vestre ørkenområder har en berbersprogtalende befolkning.
Det koptiske sprog bruges efterhånden kun i den kirkelige liturgi.

### Religion
- Religiøst tilhørsforhold: muslimer (mestendels sunni-muslimer) udgør cirka 90 %, koptere (kristne) beregnes at udgøre cirka 9 % og andre kristne trossamfund 1 %[12] Der er små grupper af græsk ortodokse, romersk-katolske, armeniere og jøder, især i byerne.

## Historie
Uddybende artikel: Egyptens historie og Det gamle Egypten
Værktøj og andre arkæologiske fund viser, at der har levet mennesker i Nildalen i mere end 60.000 år. Omkring 3300 f.Kr. dukker en politisk og religiøs kultur op.
Historikerne opdeler almindeligvis den egyptiske civilisation i disse perioder:
- Den Prædynastiske Tid, ca. 53000-3000 f.Kr.
- Tidlig Dynastisk Tid, 1.-2. Dynasti, 3000-2686 f.Kr.
- Det Gamle Rige, 3.-8. Dynasti, 2686-2160 f.Kr.
- Første Mellemtid, 9.-11. Dynasti, 2160-2055 f.Kr.
- Det Mellemste Rige, 11.-14. Dynasti, 2055-1650 f.Kr.
- Anden Mellemtid, 15.-17. Dynasti, 1650-1550 f.Kr.
- Det Nye Rige, 18.-20. Dynasti, 1550-1069 f.Kr.
- Tredje Mellemtid 21.-25. Dynasti, 1069-664 f.Kr.

Ind imellem var landet svagt og uden autoritet og ofte delt. Efter disse perioder kommer:
- Sentiden, 26.-30. Dynasti, 664-332 f.Kr.
- Persertiden 27. Dynasti, 525-404 f.Kr. og igen fra 343-332 f.Kr.
- Den Ptolemæiske Periode, 332-30 f.Kr.
- Den Romerske periode, 30 f.Kr-395 e.Kr.

### Pyramiderne
Egypten er kendt for sine pyramider, hvoraf Keopspyramiden er den største med en højde på ca. 146 meter. Det har længe været et mysterium, hvordan egypterne for mange tusinde år siden kunne konstruere disse enorme bygningsværker, men et godt kendskab til matematik har været en forudsætning.
Den første pyramide i Egypten, Djoser-pyramiden, blev bygget i Sakkara, da Djoser regerede. Den største og mest berømte af alle pyramider er Keopspyramiden. Kong Keops regerede fra ca. 2589 til 2566 f. Kr., og selv om der blev bygget på hans pyramide i alle disse år, var den ikke færdig, da han døde. Man anslår, at pyramiden består af over to mio. kalkstens- og granitblokke med en gennemsnitlig vægt på 2,5 tons hver. Blokkene blev slæbt op ad lange jordvolde helt til pyramidens top. Hver blok måtte trækkes og skubbes på en slæde af hundredvis af mennesker. Da den store pyramide var færdig, blev den dækket udvendigt af hvide kalkplader, så den kunne stråle i solen og ses på lang afstand.
Indgangen til gravkammeret blev dækket af store stenblokke, så den var skjult. Der blev lavet falske gange, så røvere ville fare vild, hvis de prøvede at bryde gravfreden. På trods af det er egypternes hang til fælder og avancerede mekanismer dog stærkt overvurderet. For at undgå gravrøvere var der kun få, der vidste, hvor i pyramiden kongens gravkammer lå.
Den anden pyramide blev bygget 2634 f. kr., og blev bygget under Farao Ank Aulius' ledelse. Den blev færdig en dag før Aulius' død, og det siges, at han blev myrdet af en af slaverne, der ville tage hævn, og derfor valgte at gøre det, lige da Aulius' glæde og status blandt borgerne var på sit højeste. Den er omtrent halvt så stor som Djoser-pyramiden og mindst ligeså velholdt og smuk. Kalkpladerne den er bygget af, er i dag meget velholdte, hvilket skyldes en anden form for kalkblanding. Blokkene er dog de samme. Man har i 2008 fundet ca. 138 pyramider.

#### Historiske byer
- Deir el Medina
- Memphis
- Theben

### Den græsk-romerske periode
Det ptolemæiske Egypten var en af stormagterne i den hellenistiske verden; af og til bredte dets herredømme sig over dele af Syrien, Lilleasien, Cypern, Libyen, Fønikien og andre lande. Under ptolemæerne blev Alexandria et kulturelt og intellektuelt center i den gamle verden. Der var flere ptolemæiske prinsesser ved navn Kleopatra, men "den rigtige" var Kleopatra VII. Som 17-årig bliver hun gift med sin yngre bror, Ptolemæus XIII. Men Cæsars hjælp lykkes det Kleopatra at få væltet ham fra tronen, hvorefter hun gifter sig med en anden bror, Ptolemæus XIV. Hun følger den sejrende Cæsar til Rom og føder ham en søn, Cæsarion. Efter Cæsars død kommer Marcus Antonius til Egypten, og også han bliver tryllebundet af den smukke dronning, som regerer sammen med sønnen Cæsarion, som bærer navnet Ptolemæus XV. Efter nederlaget ved Actium i år 30 f.Kr. til den unge Octavian begår Kleopatra selvmord, mens Octavian bliver Roms første kejser under navnet Augustus. Hermed slutter den ptolemæiske linje.
I næsten syv århundreder efter Kleopatras død kontrollerede romerne Egypten. De behandlede landet som en værdifuld kilde til rigdom og profit og var afhængige af dets kornforsyninger. Da den romerske kejser Konstantin kom til magten, konverterede han til kristendommen; i 313 e.v.t. gav han kejserlig stadfæstelse af den kirkelige doktrin. Den nye romerske ortodoksi var på mange måder i uoverensstemmelse med den etablerede kristendom i Egypten, kendt som "koptisk" kristendom. Der opstod religiøse konflikter. Til sidst udskilte kopterne sig og udpegede deres egen patriark i Alexandria.

### Islam
I år 639 erobrede araberne Egypten fra det byzantinske rige og introducerede det arabiske sprog og Islam. Det arabiske kalifat havde sin hovedstad i Damaskus og siden i Bagdad. Kunsten begyndte igen at blomstre med elegante offentlige bygninger og paladser. I 969 erobrede det shiitiske dynasti, Fatimiderne, Egypten og etablerede Kairo som sin hovedstad. Fra den periode stammer al-Azhar moskeen og det tilhørende universitet. Dette styre varede til 1171, hvor Saladin erobrede Egypten og slog det sammen med Syrien. Desuden konverteres Egypten til sunni-islam. I 1250 gør mamelukkerne, som oprindelig var kommet til Egypten som krigsfanger, oprør og vandt magten. Under deres styre bliver Egypten et vigtigt kulturelt, militært og økonomisk centrum. I 1517 blev Kairo erobret af sultan Selim I, som reducerede Egypten til en provins i det Osmanniske Rige. Tre år senere kom Suleiman den Store på tronen i Konstantinopel.

### 1798-1939
Det osmanniske styre bestod indtil 1798, hvor en fransk ekspedition, under ledelse af en ung officer ved navn Napoleon Bonaparte, invaderede Egypten. Formålet var at blokere den engelske adgang til Indien. I slaget ved Abukir i 1798 tilintetgjorde englænderne de franske styrker, som måtte forlade landet i 1801. Den kortvarige besættelse fik dog stor indflydelse på Egyptens fremtid, som følge af kontakten med Vesten. Magtkampen efter, at franskmændene havde forladt landet endte lidt besynderligt med, at Muhammad Ali Pasha, en albansk officer i den osmanniske hær, fik magten. I 1811 erobrede han Egypten fra mamelukkerne, og de følgende år gennemførte han adskillige militæroperationer mod Arabien og Sudan. I 1824 sendte han en egyptisk styrke for at hjælpe den osmanniske sultan med at undertrykke den græske frihedskrig, men den egyptiske og den græske flåde blev ødelagt i slaget ved Navarino. Da sultanen afslog Muhammad Alis krav om Syrien som betaling, erobrede han Syrien og styrede det i syv år. Endelig slog Muhammad Ali i 1841 den osmanniske sultan, som nu blev tvunget til at acceptere Muhammad Ali som enevældig regent over Egypten. Under hans styre gennemførtes flere reformprogrammer, og grunden lagdes til det moderne Egypten.
Efter Muhammad Ali begyndte det at gå tilbage med økonomien på trods af åbningen af Suezkanalen i 1869 – bygget med fransk hjælp. Da det kneb med tilbagebetaling af udenlandske lån, blev Egypten i 1875 tvunget til at afstå størsteparten af aktierne til England. I 1881-82 hjalp englænderne med at nedkæmpe et nationalistisk oprør, hvilket endte med, at England satte sig på magten i Egypten og udnævnte en engelsk administrator. Ved udbruddet af 1. Verdenskrig i 1914 gør England Egypten til et protektorat og anvendte det som base for sine operationer i Mellemøsten. I 1922 blev protektoratet erstattet af et monarki under kong Fuad. I 1937 blev han efterfulgt af kong Farouk, og de engelske tropper trak sig ud af Egypten, bortset fra Suez-området.

### 1939 til i dag
Under 2. Verdenskrig gik Egypten sammen med England mod Tyskland. Efter krigen voksede de nationalistiske følelser, især efter arabernes nederlag til Israel i 1948. I 1952 overtog hæren kommandoen og tvang kong Farouk til at træde tilbage. I 1953 afskaffedes monarkiet, og Egypten blev en republik med general Muhammad Naguib som landets første præsident. I 1954 tvang oberst Gamal Abdel Nasser Naguib til at træde tilbage og blev selv præsident. Da vesten afviste at finansiere den ønskede Aswan-dæmning, nationaliserede Nasser Suezkanalen i 1956, hvorefter England, Frankrig og Israel invaderede Egypten. Efter pres fra USA, Sovjetunionen og FN måtte de dog snart trække sig tilbage. Nassers omdømme i den arabiske verden voksede til skyhøjde.
I 1967 udbrød den såkaldte seksdageskrig mellem Israel og de arabiske stater. Israels luftvåben angreb og ødelagde de egyptiske fly på jorden, ligesom israelerne slog egypterne i Sinai, som kom under israelsk besættelse.
Nasser døde i 1970 og blev efterfulgt af sin vicepræsident, Anwar Sadat. I juli 1972 beordrede Sadat 20.000 sovjetiske militærrådgivere og eksperter til at forlade landet, da Sovjetunionen ikke ville levere de ønskede våben til tilbageerobring af de israelske besættelser. Under et overraskelsesangreb den 6. oktober 1973 passerede egyptiske styrker Suezkanalen og trængte ind i Sinai, samtidig med, at syriske styrker rykkede ind i Golan-højderne. Under Yom Kippur-krigen lykkedes det egyptiske tropper at genvinde en del af Sinai. I 1974 genoptog Egypten og USA diplomatiske forbindelser. I september 1975 havde Egypten og Israel under medvirken af USA flere fredsforhandlinger. I november 1977 tog Sadat et dramatisk skridt mod fred med Israel ved at besøge Jerusalem og tale i Knesset. Året efter var præsident Jimmy Carter vært ved fredsforhandlinger i Camp David mellem præsident Sadat og den israelske premierminister Menachem Begin, og de underskrev en foreløbig fredsaftale. Den endelige aftale blev underskrevet den 26. marts 1979 i Washington. Efter israelsk tilbagetrækning fra Sinai etablerede Egypten og Israel diplomatiske forbindelser – til stor forbitrelse i store dele af den arabiske verden.
Så stor var forbitrelsen, at Sadat i 1981 blev dræbt af muslimske fundamentalister. Hans efterfølger Hosni Mubarak opfyldte den indgåede fredsaftale, men kritiserede kraftigt de manglende fremskridt i det palæstinensiske problem. Mubarak arbejdede på at forbedre forholdene til de øvrige arabiske nationer og blev igen medlem af "Islamic Conference Organization" og Den Arabiske Liga. Under Golfkrigen i 1991 deltog egyptiske tropper i den koalition, som blev sammensat for at tvinge Saddam Husseins tropper til at forlade Kuwait. På trods af modstand fra muslimske kræfter blev Mubarak genvalgt i 1987, 1993, 1999 og 2005. Egyptens rolle som fredsmægler i den mellemøstlige fredsproces giver landet en meget stor betydning i regionen. Egypten er ved at omlægge sin økonomi fra at være statsdirigeret til at være mere markedsorienteret med liberalisering og privatisering.
Den 25. januar 2011 begyndte gadedemonstrationerne i Egypten. Demonstrationernes hovedformål var at vælte Egyptens præsident Hosni Mubaraks regime.

## Politik
Egypten er en republik baseret på semipræsidentialisme, hvor magten skal deles mellem præsidenten og statsministeren. I praksis ligger imidlertid megen magt hos præsidenten.
Præsidenten er statsoverhoved og øverste leder for landets militære styrker. Nationalforsamlingen er et tokammer-parlament bestående af Folkeforsamlingen (et underhus med 454 medlemmer) og Shurarådet (et overhus med 264 medlemmer). Præsidenten udnævner vicepræsidenten, statsministeren, regeringen, ti medlemmer af Folkeforsamlingen og 88 medlemmer af Shurarådet. Styret fortsætter med at gennemgå forandringer, og først under valget i 2005 holdt man præsidentvalg med flere kandidater efter et halvt århundrede, hvor der kun var én kandidat. Hosni Mubarak blev udråbt til valgets vinder, og påbegyndte der efter sin femte præsidentperiode; han tiltrådte som præsident i 1981. Efter ændringer i grundloven i 2005 skal afholdes præsidentvalg hvert sjette år. Landet holder også jævnlige valg til nationalforsamlingen, for Folkeforsamlingen hvert femte år, og for Shurarådet ny- eller genvælges den ene halvdel af de valgte ræpresentanterne hvert tredje år. Deltagelse i valg er påbudt for alle over 18 år, brud på denne pligt er strafbar.

### Administrativ inddeling
Administrativt er landet inddelt i 27 guvernementer, og en by med selvstyre på samme administrative niveau som guvernementerne:
| - Aswan - Asyut - Al-Bahr al-Ahmar - Bani Suwayf - al-Buhayrah - Bur Sa'id - ad-Daqahliyah - Dumyat - al-Fayyum | - al-Gharbiyah - al-Iskandariyah - al-Isma'iliyah - Janub Sina' - al-Jizah - Kafr ash Shaykh - Matruh - al-Minufiyah - al-Minya | - al-Qahirah - al-Qalyubiyah - Qina - Shamal Sina' - ash-Sharqiyah - Suhaj - as-Suways - al-Wadi al-Jadid |  |

## Økonomi
Egypten er et kontrastfyldt land, både et overbefolket jordbrugsland og en moderne industristat. Næringslivet socialiseredes efter 1952, og har siden 1970'erne åbnet mod en friere markedsøkonomi. Men produktiviteten er lav, og arbejdsløsheden skaber store sociale problemer. Nilens årlige oversvømmelser og frugtbare flodslam har siden oldtiden været en forudsætning for jordbruget. Det sysselsætter næsten halvdelen af befolkningen til trods for, at kun nogle få procent af landets areal er dyrkbar. De fleste jordbrugere er fattige småbrugere (fellah). Det vigtigste produkt er langfibret bomuld, en stor eksportvare. Andre afgrøder er hvede, majs, ris og sukkerrør. Ved hjælp af kunstvanding har man åbnet nye dyrkningsarealer i nildeltaet og oaserne. Men jorden kan ikke brødføde befolkningen, og store mængder af fødevarer må derfor importeres. Flodvandet har siden oldtiden været reguleret med dæmninger og vandingskanaler. I begyndelsen af 1900-tallet opførtes Assuandæmningen ved Nilens første vandfald (katarakt) i det sydlige Egypten. En anden dæmning (Høje dæmning) blev indviet i 1960 og skabte verdens største vandreservoir, Nassersøen (ca. 5.000 km2). Det var et vigtigt skridt i landets modernisering, men samtidigt et gigantisk indgreb i naturen. Til de negative følger hører, at jorden forsaltes, det næringsrige slam bliver tilbageholdt i dammen (til skade for jordbruget og fiskeriet) og at det stillestående vand skaber grogrund for sygdomme som bilharzia.
Egyptens industri, for en stor del statslig, producerede tidligere mest tekstiler og fødevarer. Den har bredt sig til tung produktion (stålværker, værkstads-, olie- og kemisk industri) blandt andet i Hulwan nær Kairo, i deltaet og kanalzonen.
Nilen er fra gammel tid den store trafikpulsåre, men skibsfarten på floden mindsker. Den strategisk vigtige Suezkanal, der blev indviet i 1869 og nationaliseret i 1956, har givet gode indkomster. Efter lukningen 1967–1975 (under krigen mod Israel) genvandt den dog ikke mere sin tidligere betydning.
Turismen, som er blevet en økonomisk hjørnesten, blev i 1990'erne truet af muslimske fundamentalisters terroraktioner.
I 1990-erne udvikledes Egyptens makroøkonomi på en positivt måde under ledelse af IMF. Inflationen dæmpedes, budgetunderskuddet mindskede og der skete flere investeringer i landet af udenlandsk kapital. Senere er de positive effekter atter mindsket og indvesteringar i store infrastruktur-projekter har forøget budgetunderskuddet igen. En dårlig valutakurs siden 1998 har indebåret et stigende tryk på det egyptiske pund. Efter den 11. september 2001 formindskede indkomsterne fra både turismen og tolden fra Suezkanalen, men turismen har atter hentet sig og omsatte i 2010 cirka $11 milliarder. Valutaen blev devalueret flere gange i 2002. Man har håbet at kunne udvikle naturgas med henblik på eksport. Landets valuta er pund. De vigtigste indkomstkilder er turisme, Suezkanalen, penge hjemsendte af egyptere, som arbejder udenlands samt eksport af olie og gas.
Nilen, Egyptens eneste flod, er af uendelig stor betydning for landet. Den græske historieskriver Herodot kaldte omkring 450 f.Kr. Egypten for "Nilens gave". Nilen er med sine 6.500 km verdens længste flod. Den kan besejles så langt sydpå som Aswan, hvor den første katarakt ligger. Aswan High Dam har skabt et reservoir – "Lake Nasser" eller High Dam Lake – som er verdens største kunstige sø. Før reguleringen oversvømmede Nilen dalen hvert år. En stor oversvømmelse betød masser af vand til vanding og følgelig et stort udbytte. En lille oversvømmelse betød dårlig høst og sult. Udover i Nildalen kan der også dyrkes afgrøder i de kystnære områder på Sinai-halvøen. Ca 35 % af den indenlandske produktion kommer fra landbruget: Majs, hvede, ris, byg, sukkerrør, kartofler, løg mv. Hertil kommer en særdeles stor bomuldsproduktion, samt alle former for frugt. Men som alle andre steder i verden er den andel af befolkningen, som ernærer sig ved landbrug, faldende. På trods af stor egenproduktion må Egypten importere næsten halvdelen af sine fødevarer.
Olie er Egyptens mest værdifulde eksportvare, efterfulgt af bomuld og bomuldsprodukter. Turisme, drift af Suezkanalen, samt indtægter fra egyptere, som arbejder i udlandet, er også betydelige indtægtskilder. Egypten har siden 1930 været den betydeligste producent af arabiske film til biograf og TV.

### Turisme
De største turiststeder ved siden af Kairo er Sharm el-Sheikh (Sinaihalvøen), Hurghada (Det Røde Hav), Luxor og Aswan (Nildalen).

## Uddannelse
De skolepligtige børn går i 6-årig grundskole. 70 % af disse børn fortsætter til højere niveauer. Skolegangen er gratis, og der findes 13 universiteter i Egypten, deriblandt Al Azhar-universitetet, verdens næst ældste universitet.

## Kultur

### Massemedia
Egypten har 17 aviser med et samlet oplag på cirka 3,3 millioner. Pressen er vel udbygget, og Kairo er et centrum for udgivelse af aviser, tidskrifter og bøger i Mellemøsten. Organiseringen af pressen og styringen af aviserne er reguleret ved lov, men systemet liberaliseredes noget i en presselov fra 1980. Den egyptiske presse domineres af fire store forlagshuse, som konkurrerer indbyrdes. Den mest kendte avis er den halvofficielle Al-Ahram, som grundlagdes i 1875 og har et oplag på cirka 900.000. Foruden den daglige version på arabisk udgives to ugeversioner på fremmede sprog: fransk (Al-Ahram Hebdo) og engelsk (Al-Ahram Weekly). De største aviser udgives på arabisk, men der findes også dagblade på blandt andet fransk, græsk, armenisk og engelsk.
Det statslige radio- og tv-kompagni, Egyptian Radio and TV Union (ERTU), har en omfattende virksomhed med regionale og landsdækkende radiokanaler samt udsendelser på flere sprog. Tv sendes i to landsdækkende kanaler, samt regionale kanaler. I 1998 startede udsendelser også fra Nilesat, den første satellit, som ejes af en enkelt arabisk stat; udsendelserne når hele den arabiske verden og dele af Europa og Afrika.